# Visconde de Correia Botelho
Visconde de Correia Botelho é um título nobiliárquico criado por D. Luís I de Portugal, por Decreto de 18 de Junho de 1885, em favor de Camilo Ferreira Botelho Castelo Branco.
Titulares
1. Camilo Ferreira Botelho Castelo Branco, 1.° Visconde de Correia Botelho;
2. Nuno Plácido Castelo Branco, 1.º Visconde de São Miguel de Seide e 2.° Visconde de Correia Botelho.